# Georg Friedrich Jacobi
Georg Friedrich Jacobi (* 1738 in Bochum; † 1822 in Essen) war Bürgermeister von Bochum.
Georg Friedrich Jacobi war Advokat und Richter des kleinen adeligen Gerichtsbezirks Langendreer. Jacobi war verheiratet mit Ottonette Freiin von Strünkede (1741–1827), eine der letzten Trägerin des Namens des alten märkischen Uradels. Im Jahr 1766 erbaute er das Haus Nr. 7 an der Wittener Straße in Bochum, in dem er auch wohnte.
In seinen Jugendjahren erlebte er die zweifache längere Besetzung Bochums durch französische Truppen im Siebenjährigen Krieges mit. In Rahme dessen wurde sein Vater, Bürgermeister Johann Conrad Jacobi, am 28. Dezember 1758, zusammen mit dem Gemeindevorsteher J. W. Flügel als Geiseln nach Ruhrort verbracht.
Der Stadtrat und die Gemeindevorsteher trugen 1772 einstimmig dem zweiten Bürgermeister Johann Conrad Jacobi „in Anbetracht der besonders im Kriege und sonst der Stadt geleisteten Dienste und Bemühungen“ die Stelle des ersten Bürgermeisters an. Dieser bat jedoch, da seine Gesundheit seit dem Kriege geschwächt sei, ihm seinen Sohn, der Advokat am Landgericht war, zur Seite zu stellen. Bald darauf trat der alte Jacobi ganz zurück und am 23. Dezember 1772 wurde sein Sohn gewählt.
Während seiner Amtszeit als Bürgermeister hatte Jacobi gelegentlich Konflikte mit anderen prominenten Bürgern der Stadt. Es gab unter anderem Spannungen mit seinem Vetter, dem Arzt Dr. Kortum, insbesondere während der Einquartierung französischer Kriegsgefangener im Sommer 1794.
Während der französischen Besetzung zur Zeit Napoleons wurde er 1809 zum Maire der Stadt ernannt. Seit 1815 wurde der betagte Jacobi von dem Maire von Herne, Caspar Henrich Steelmann, welcher nach Jacobi Bürgermeister werden sollte, unterstützt.
Jacobi war bis in das Jahr 1817 im Amt. Im Ruhestand zog er nach Essen.